# 全米自動車労働組合
全米自動車労働組合（ぜんべいじどうしゃろうどうくみあい、英：United Auto Workers：UAW）は、アメリカ合衆国において自動車産業、農業、航空宇宙産業に従事する労働者による労働組合、ロビー活動団体。正式名称はInternational Union, United Automobile, Aerospace and Agricultural Implement workers of America（全米自動車・航空宇宙・農業機器労働組合）。
ミシガン州デトロイトに本部を持ち、ワシントンD.C.にも事務所を持つ。アメリカ国内、カナダ、プエルトリコに557,000人の労働者を組合員に抱え、米国内で有数の規模を持っている。最盛期には150万人以上の組合員を抱えていた。

## 団体交渉部門
- ゼネラルモーターズ
- フォード・モーター
- クライスラー
- 航空・宇宙
- 農業機器
- 販売店
- 大型トラック
- 多国籍・合弁企業
- 小売・機械・事務・専門職

## 歴史
- 1935年8月26日 - 創設。
- 1968年 - 農業分野と航空分野を吸収し、自動車分野を含めて3分野を扱う団体となる。
- 2019年9月16日 - ゼネラルモーターズの約48000人の組合員らは、翌月10月25日まで6週間にわたる大規模なストライキを行った[3]。